# (31809) 1999 NS36
1999 NS36 (asteroide 31809) é um asteroide da cintura principal. Possui uma excentricidade de 0.10625220 e uma inclinação de 15.72052º.
Este asteroide foi descoberto no dia 14 de julho de 1999 por LINEAR em Socorro.